# Campionati mondiali di taekwondo 1979
I Campionati mondiali di taekwondo 1979 sono stati la 4ª edizione dei campionati mondiali di taekwondo, organizzati dalla World Taekwondo Federation, e si sono svolti a Stoccarda, nella Germania Occidentale, dal 25 al 28 ottobre 1979.

## Medagliati
| Specialità | Oro                           | Argento                       | Bronzo                                                      |
| -48 kg     | Lee Seung-Kyung Corea del Sud | Jaime de Pablos Messico       | Emilio Azofra Spagna / Dae-Sung Lee Stati Uniti             |
| 52 kg      | Yang Ki-Mo Corea del Sud      | Jesús Benito Spagna           | Bachir Uazzani Marocco / Ramiro Guzmán Messico              |
| 56 kg      | Kim Yong-Ki Corea del Sud     | Pablo Arizmendi Messico       | Chung-Sik Choi Stati Uniti / Dragan Veljović Germania Ovest |
| 60 kg      | Yim Dai-Taik Corea del Sud    | Reynaldo Salazar Messico      | Bernd Bartsch Germania Ovest / Martin Hall Australia        |
| 64 kg      | Park Oh-Sung Corea del Sud    | Greg Fears Stati Uniti        | Henk Horsten Paesi Bassi / Hubert Leuchter Germania Ovest   |
| 68 kg      | Oscar Mendiola Messico        | Lindsay Lawrence Regno Unito  | Helmut Gärtner Germania Ovest / Kim Moo-Chun Corea del Sud  |
| 73 kg      | Rainer Müller Germania Ovest  | Guillermo Aragonez Messico    | Hans Brugmans Paesi Bassi / Park Chung-Ho Corea del Sud     |
| 78 kg      | Kim Sang-Chun Corea del Sud   | Richard Schulz Germania Ovest | Byl Be Yao Costa d'Avorio / John Holloway Stati Uniti       |
| 84 kg      | Chan Chung Corea del Sud      | Eugen Nefedow Germania Ovest  | Cissé Abdoulaye Costa d'Avorio / Scott Rohr Stati Uniti     |
| +84 kg     | Sjef Vos Paesi Bassi          | Thomas Seabourne Stati Uniti  | Carlos Obregón Messico / Keith Whittemore Australia         |

## Medagliere
| Posizione | Paese          | Oro | Argento | Bronzo | Totale |
| --------- | -------------- | --- | ------- | ------ | ------ |
| 1         | Corea del Sud  | 7   | 0       | 2      | 9      |
| 2         | Messico        | 1   | 4       | 2      | 7      |
| 3         | Germania Ovest | 1   | 2       | 4      | 7      |
| 4         | Paesi Bassi    | 1   | 0       | 2      | 3      |
| 5         | Stati Uniti    | 0   | 2       | 4      | 6      |
| 6         | Spagna         | 0   | 1       | 1      | 2      |
| 7         | Regno Unito    | 0   | 1       | 0      | 1      |
| 8         | Australia      | 0   | 0       | 2      | 2      |
| 8         | Costa d'Avorio | 0   | 0       | 2      | 2      |
| 10        | Marocco        | 0   | 0       | 1      | 1      |
|           | TOTALE         | 10  | 10      | 20     | 40     |